# Christian Tetzlaff
Christian Tetzlaff (* 29. April 1966 in Hamburg) ist ein deutscher Violinist.

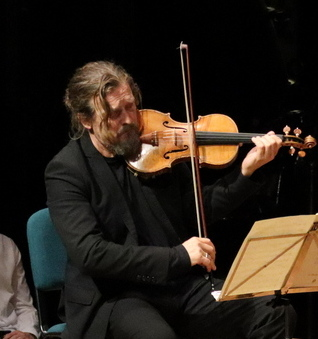
Christian Tetzlaff (2022)

## Leben
Tetzlaff studierte an der Musikhochschule Lübeck bei Uwe-Martin Haiberg sowie in den Vereinigten Staaten am College-Conservatory of Music Cincinnati.
Er gastiert regelmäßig mit den Wiener Symphonikern, dem Deutschen Symphonie-Orchester Berlin, dem Concertgebouworkest Amsterdam, dem London Symphony Orchestra, dem Chicago Symphony Orchestra und vielen anderen. Zudem arbeitete er mit Dirigenten wie Sergiu Celibidache, Bernard Haitink, Lorin Maazel und Kurt Masur, sowie in jüngerer Vergangenheit Barbara Hannigan, Paavo Järvi, Vladimir Jurowski, Andris Nelsons, Sir Simon Rattle, Karina Canellakis, Esa-Pekka Salonen und Robin Ticciati.
In der Saison 2014/2015 war er Artist in Residence bei den Berliner Philharmonikern, 2018/2019 wurde ihm diese Ehre gleichzeitig beim Seoul Philharmonic Orchestra und den Dresdner Philharmonikern zuteil. Für die Saison 2020/2021 war eine Residency beim London Symphony Orchestra geplant, die pandemiebedingt verschoben werden musste.
Sein Repertoire umfasst neben den Violinkonzerten von Bach, Mozart, Beethoven, Schumann, Mendelssohn, Sibelius, Tschaikowski, Brahms, Elgar und Berg auch zeitgenössische Werke. 2007 spielte er die Uraufführung des Violinkonzerts von Jörg Widmann. Daneben lenkt er den Blick auch immer wieder auf vergessene Werke wie das Violinkonzert von Joseph Joachim oder das Violinkonzert Nr. 22 von Giovanni Battista Viotti. Ein besonderes Anliegen sind ihm seit jeher die Sonaten und Partiten für Violine solo von Johann Sebastian Bach, die er bereits drei Mal eingespielt hat, zuletzt 2017.
Bereits 1994 gründete er gemeinsam mit Elisabeth Kufferath (Violine), Hanna Weinmeister (Bratsche) und seiner Schwester Tanja Tetzlaff (Cello) das Tetzlaff Quartett. Das Ensemble ist Gast bei Festivals wie den Berliner Festwochen und dem Heidelberger Frühling sowie auf internationalen Konzertpodien wie der Elbphilharmonie Hamburg, der Philharmonie Berlin, dem Palais des Beaux Arts Bruxelles, der Wigmore Hall London und dem Théâtre des Champs Elysée Paris. 2010 erschien die erste CD beim Label CAvi mit Quartetten von Schönberg und Sibelius, 2013 folgte eine Aufnahme mit Werken von Berg und Mendelssohn, die mit dem Diapason d’or ausgezeichnet wurde. Beim Label Ondine erschien 2017 eine CD mit Werken von Haydn und Schubert und 2020 eine CD mit zwei späten Streichquartetten von Beethoven.
Er tritt bzw. trat im Duo regelmäßig mit den Pianisten Lars Vogt, Leif Ove Andsnes und Kiveli Dörken auf. Mit seiner Schwester Tanja Tetzlaff und Lars Vogt spielte er außerdem im Trio.
Am 25. Juni 2023 verkündigte er beim Abschlusskonzert des SPANNUNGEN Festivals, dass er für die folgenden drei Jahre, als Nachfolger für den verstorbenen Lars Vogt, die künstlerische Leitung des Festivals übernehmen werde.
Im Frühjahr 2025 sagte Christian Tetzlaff aus Protest gegen die Politik des US-Präsidenten Donald Trump seine Tournee in den USA ab.
Christian Tetzlaff spielt eine Geige des deutschen Geigenbauers Stefan-Peter Greiner und unterrichtet seit 2012 an der Kronberg Academy.
Er lebt mit seiner Familie in Berlin.

## Preise und Auszeichnungen
- 1982 Eduard-Söring-Preis von der Stiftung zur Förderung der Hamburgischen Staatsoper[14]
- 2000 Brahmspreis der Brahms-Gesellschaft Schleswig-Holstein[15]
- 2005 Instrumentalist of the Year von Musical America Worldwide.[16]
- 2020 „Orchestral Recording of the Year“ des Limelight Magazine (Australien) für die Aufnahme der Violinkonzerte von Beethoven und Sibelius[17]